# Ростецкий, Евгений Константинович
Евгений Константинович Ростецкий (5 апреля 1931 года, с. Выгода, Чемеровецкий район, УССР, СССР — 19 ноября 2016 года, с. Костино, Алапаевское муниципальное образование, Свердловская область, Россия) — советский передовик сельскохозяйственного производства, главный агроном колхоза имени Чапаева Алапаевского района Свердловской области. Герой Социалистического Труда (1976). Лауреат Государственной премии СССР (1976). Заслуженный агроном РСФСР. Депутат Верховного Совета РСФСР 11-го созыва.

## Биография
Родился в селе Выгода Чемеровецкого района (ныне — в составе Хмельницкой области) в крестьянской семье.
В 1951 году призван на срочную службу в Советскую Армию. В 1957 году вступил в КПСС.
В 1961 году окончил агрономический факультет Свердловского сельскохозяйственного института, после чего работал управляющим отделения совхоза «Арамашевский» Коптеловского района. В 1962 году назначен главным агрономом колхоза имени Чапаева Алапаевского района. Применяя передовые агрономические технологии, увеличил урожайность зерновых в колхозе с 14 центнеров до 33—35 центнеров с гектара. Таким образом доказал возможность получения высоких урожаев зерновых на Среднем Урале. Работал главным агрономом этого хозяйства до 2003 года (по другим данным — до 2000 года).
Указом Президиума Верховного Совета СССР от 23 декабря 1976 года за большие успехи, достигнутые во Всесоюзном социалистическом соревновании, проявленную трудовую доблесть при выполнении планов и социалистических обязательств по увеличению производства и продажи государству зерна и других сельскохозяйственных продуктов удостоен звания Героя Социалистического Труда с вручением ордена Ленина и золотой медали «Серп и Молот».
В 1976 году был удостоен Государственной премии СССР за выдающиеся достижения в получении высоких и устойчивых урожаев зерновых, масличных и картофеля на основе повышения культуры земледелия, эффективного использования достижений науки, техники и прогрессивных форм организации труда.
Избирался депутатом Верховного Совета РСФСР 11-го созыва (1985—1990).
Автор книги «Забота наша — земля», которая вышла в 1976 году в Средне-Уральском книжном издательстве.
В 2003 году вышел на пенсию.
Скончался 19 ноября 2016 года, похоронен на кладбище села Костино.

## Награды и звания
- Герой Социалистического Труда — указом Президиума Верховного Совета СССР от 23 декабря 1976 года
- Орден Ленина — дважды (1973, 1976)
- Орден «Знак Почёта» (1966)
- Орден Трудового Красного Знамени (1971)
- Почётный гражданин Свердловской области (1998[3])